# Bullet the Blue Sky
Piesa De U2 Pe Albumul The Joshua Tree
1989.08.12

Această Piesă Durează 
4.33 Album
4.55 Single
5.38 Versiune Nouă
Aici U2 Au  Cântat Cel Mai Bine Bulet The Blue Sky.

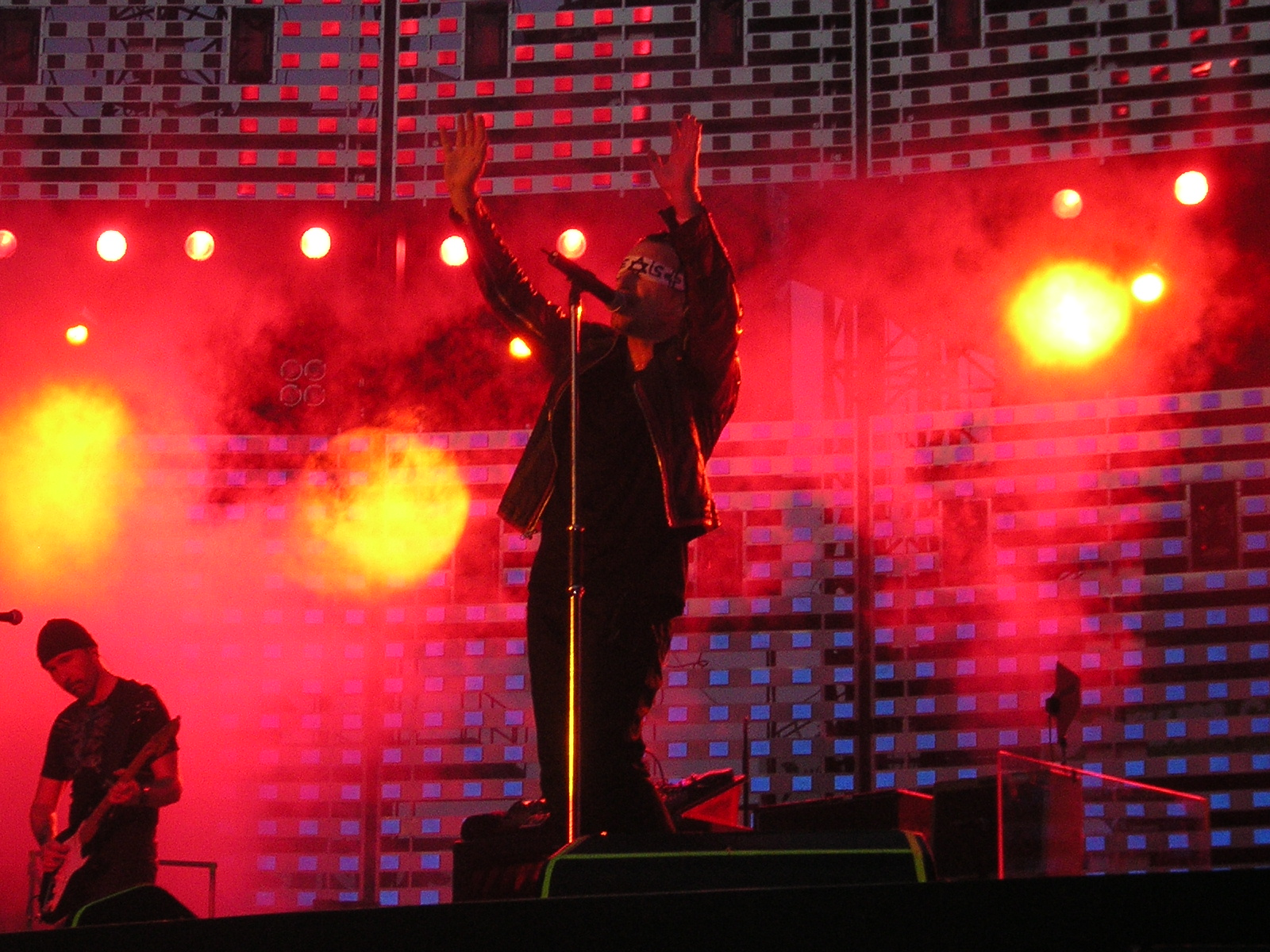

Conținutul Discului:
Niciun Titlu
Bullet The Blue Sky - 4.32
Hawkmoon 269 - Live, Perth/1989
| 2010 | 2011 | 2014 | 2015 |
| 2016 | 2017 | 2018 | 2019 |
|      |      |      |      |
|      |      |      |      |

| 1986 | 1988 | 1990 | 1993 |
| ---- | ---- | ---- | ---- |
| 1987 | 1989 | 1992 | 1996 |
| 1997 | 2001 | 2002 | 2004 |
| 2005 | 2006 | 2007 | 2009 |